# Base
Base — один из крупнейших концертных клубов в Москве.
Открыт в декабре 2006 года под названием Б1 Maximum. До этого на месте клуба проходило аргентинское шоу De La Guarda, а ещё раньше там был цех станкостроительного завода имени Серго Орджоникидзе.
С декабря 2014 года по июнь 2017 назывался Yotaspace, в июле 2017 года был переименован в ГлавClub Green Concert, а с ноября 2020 вернул прежнее название ГлавClub. C января 2023 переоткрыт новым руководством под названием Base.
Закрывался 1 сентября 2010 года, после выявления госпожнадзором нарушений безопасности.

## Описание
Площадь клуба — 5000 м², вместимость танцпола — 3000 человек.
Сцена — одна из самых больших среди московских заведений подобного профиля (длина — 10 м, глубина — 6 м, высота — 1,5 м).
В клубе установлены четыре проекционных видеоэкрана (4х6 м), 28 плазменных панелей, расположенных в разных зонах клуба, два зеркальных шара с изменяющейся высотой подвеса.